# Utrka na 10 milja u brzom hodanju na Olimpijskim igrama
Osvajači olimpijskih medalja u atletici za muškarce u disciplini 10 milja hodanje, koja se našla u programu Igara samo jedanput i to u Londonu 1908. godine, prikazani su u sljedećoj tablici:
| Olimpijske igre | Zlato               | Srebro            | Bronca               |
| London 1908.    | George Larner (GBR) | Ernest Webb (GBR) | Edward Spencer (GBR) |